# Xuan Bello
Xuan Bello Fernán (špansko Juan Bello Fernández), španski pesnik, pisatelj in prevajalec, sodobni književnik asturijščine, * 10. julij 1965, Paniceros; † 29. julij 2025, Oviedo.
Bil je pomemben predstavnik drugega vala asturijskega literarnega in jezikovnega preporoda Surdimientu (1988–2006), tudi je bil eden največjih sodobnih asturijskih književnikov.

## Življenje in delo
Rodil se je v občini Tineo (asturijsko Tinéu). Kmalu se je preselil s starši v Tudelo Veguín, nato v prestolnico Asturije Oviedo.
Bil je star 16 let, ko je izdal svojo prvo pesniško zbirko v asturijščini Nel cuartu mariellu. Pesniške prispevke je objavil v univerzitetnih revijah in vestniku Asturijske jezikovne akademije Lletres asturianes. V celem svojem življenju je bil zavezan za rabo in ohranitev asturijskega jezika.
V naslednjih letih je objavil zbirke El llibru de les cenices (1988), Los nomes de la tierra (1991), El llibru vieyu (1993). Leta 1993 je bil odlikovan z nagrado Teodoro Cuesta. Leta 1966 je objavil zbirko v španščini Los Caminos Secretos. Leta 1999 je izdal dvojezično špansko-asturijsko antologijo La Vida Perdida.
Tudi je veliko prevedel, zlasti iz portugalščine in je sodeloval z revijami Clarín, Adréi in Zimbu (bil je tudi soustanovitelj slednjih dveh revij). Objavil je prispevke v španskih časopisih La Nueva España, El Comercio in v asturijskem tedniku Les Noticies, kjer je bil direktor od 1997 do 2005. Leta 2005 je ustanovil kongres Xunta d'Escritores Asturianos (Shod asturijskih pisateljev).
Leta 2003 je bil odlikovan s Sernovo-nagrado za knjigo Hestoria Universal de Paniceiros, ki je bila takrat zelo uspešna v Španiji. Leta 2009 si je pridobil nagrado kritikov asturijskega radia (Radio del Principáu d'Asturies) za delo, ki ga je opravljal za oživitev in razvijanje asturijskega jezika in književnosti na višji, kakovostni, mednarodni ravni.
Zadnjo pesniško zbirko je objavil leta 2020 z naslovom Les isles inciertes.

## Zasebno življenje
Bil je poročen z novinarko Sonio Fidalgo, ki je dela na samoupravi v Oviedu.
Živel je v Cacesu, pri Oviedu. Govoril je poleg španščine in asturijščine portugalsko, angleško in italijansko.

## Smrt
Umrl je nepričakovano, po dolgotrajni bolezni, zaradi izbokline aorte.